# Olidiana laminispinosa
Olidiana laminispinosa är en insektsart som beskrevs av Zhang 1994. Olidiana laminispinosa ingår i släktet Olidiana och familjen dvärgstritar. Inga underarter finns listade i Catalogue of Life.